# Tristan Dekker
Tristan Dekker (* 27. März 1998 in Den Haag) ist ein niederländischer Fußballspieler. Er spielt auf der Position des rechten Verteidigers und steht bei VVV-Venlo unter Vertrag, zudem lief er in seiner bisherigen Karriere auch für niederländische Nachwuchsnationalmannschaften auf.

## Karriere

### Verein
Tristan Dekker wurde als Sohn einer südkoreanischen Mutter, die von einer niederländischen Familie adoptiert wurde, und eines niederländischen Vaters, der als Jugendlicher in Australien lebte, in der Residenzstadt Den Haag geboren. Er begann in Rijswijk in der Nähe seiner Geburtsstadt mit dem Fußballspielen, als er VV Haaglandia beitrat. Während seiner Kindheit zog es Dekker in die Fußballschule von ADO Den Haag. Für die A-Jugend (U19) der Den Haager kam er zu 20 Einsätzen und 1 Tor. Zur Saison 2016/17 wechselte Dekker nach Venlo an der deutschen Grenze zu VVV-Venlo. Am 12. August 2016 gab er im Alter von 18 Jahren in der zweiten niederländischen Liga gegen den Lokalrivalen MVV Maastricht sein Profidebüt und bereitete in der Nachspielzeit den 2:1-Siegtreffer durch Moreno Rutten vor. In seiner ersten Spielzeit im professionellen Fußball kam Tristan Dekker regelmäßig zum Einsatz und stieg mit VVV-Venlo in die Eredivisie auf. Hier wurde er durch eine Blinddarmentzündung gestoppt, so dass er in seiner ersten Saison in der höchsten niederländischen Spielklasse zu lediglich 15 Partien kam. In den folgenden beiden Spielzeiten verlor Dekker seinen Stammplatz und kam saisonübergreifend zu lediglich 14 Einsätzen.

### Nationalmannschaft
Von 2013 bis 2014 spielte Tristan Dekker viermal für die niederländische U16-Nationalmannschaft. Mit der U19-Auswahl nahm er an der U19-Europameisterschaft 2017 in Georgien teil und kam bei diesem Turnier zu drei Einsätzen, es waren auch die einzigen von Dekker für diese Mannschaft. Am 22. März 2019 absolvierte er beim 3:2-Sieg im Testspiel in Rijnsburg gegen Mexiko sein einziges Spiel für die U20-Nationalmannschaft der Niederländer.